# Robert Berény
Róbert Berény (18 tháng 3 năm 1887 – 10 tháng 9 năm 1953) là một họa sĩ người Hungary, nhân vật thuộc nhóm danh họa avant-garde được gọi là A Nyolcak. Nhóm này đã giới thiệu chủ nghĩa lập thể và chủ nghĩa biểu hiện vào nghệ thuật Hungary vào đầu thế kỷ XX trước Thế chiến thứ nhất. Ông từng theo học và trưng bày ở Paris khi còn trẻ và được xem là một trong những nghệ sĩ theo trường phái dã thú của Hungary.

## Thân thế và giáo dục

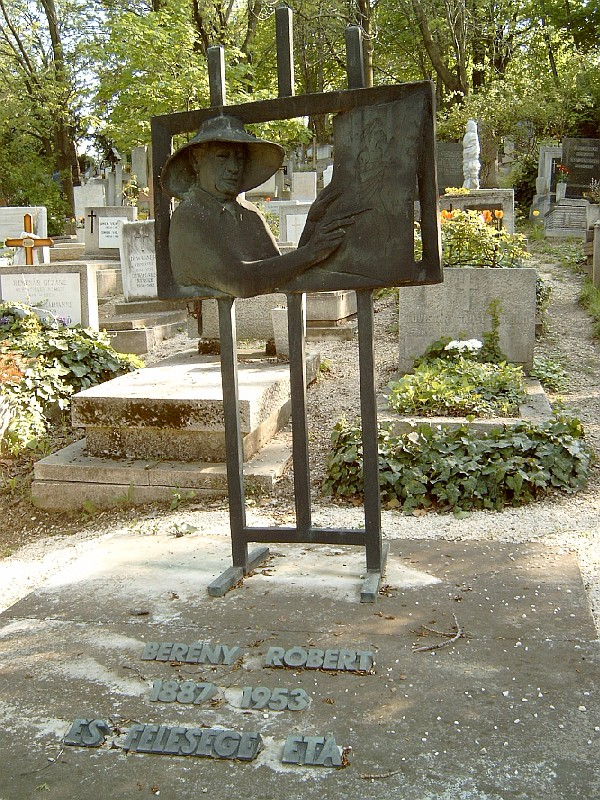
Mộ của Róbert Berény

Róbert Berény sinh ra ở Budapest năm 1887. Hồi năm 17 tuổi, năm 1904, ông theo học nghệ sĩ Tivadar Zemplényi trong nhiều tháng trước khi chuyển đến học tại Académie Julian ở Paris.
Trong thời gian học ở Paris, Berény đặc biệt chịu ảnh hưởng bởi phong cách nghệ thuật của Paul Cézanne. Ông còn áp dụng một số cách sử dụng màu sắc của phong trào dã thú, và trưng bày tại Salon d'Automne cùng với các nghệ sĩ người Pháp có chung trường phái này.

## Sự nghiệp
Berény nổi danh nhất với hình thức chủ nghĩa biểu hiện và chủ nghĩa lập thể mà ông đã phát triển cùng với nhóm avant-garde có tên là A Nyolcak; họ cùng nhau tổ chức buổi trưng bày đầu tiên tại Budapest vào năm 1909. Họ bao gồm thủ lĩnh Károly Kernstok, Lajos Tihanyi, Béla Czóbel, Dezső Czigány, Ödön Márffy, Dezső Orbán và Bertalan Pór. Ông mang đến cho họ những ảnh hưởng của Pháp từ thời ông học ở Paris.
Ở buổi triển lãm kế tiếp vào năm 1911, nhóm tự xưng tên là A Nyocak. Về cơ bản, họ đã hình thành cốt lõi thể nghiệm chủ nghĩa hiện đại, đồng thời là một phần của các trào lưu trí thức cấp tiến trong âm nhạc và văn học Hungary. Tác phẩm quan trọng nhất của Berény trong thời kỳ đầu này là bức chân dung mà ông vẽ nhà soạn nhạc Béla Bartók (1913).
Năm 1919, Berény tham gia vào đời sống nghệ thuật của Cộng hòa Dân chủ Hungary ngắn ngủi, và là trưởng khoa hội họa của Cục Nghệ thuật. Sau khi nền cộng hòa sụp đổ vào năm ấy, Berény di cư đến Berlin cùng với nhiều nghệ sĩ và nhà văn Hungary khác. Ông sống và làm việc ở đó trong vài năm, tiếp tục chú trọng vào chủ nghĩa lập thể và chủ nghĩa biểu hiện. Mãi đến năm 1926 ông mới trở lại Hungary.
Trong năm cuối của Thế chiến thứ hai, xưởng vẽ của Berény bị phá hủy cùng với nhiều tác phẩm của ông. Sau chiến tranh, dưới chính quyền cộng sản, ông trở thành giáo viên tại nơi ngày nay là Đại học Mỹ thuật Hungary ở Budapest. Ông mất năm 1953.

## Tác phẩm được tái phát hiện
Một bức tranh của Berény có nhan đề Alvó nő fekete vázával (tiếng Anh: Sleeping Lady with Black Vase) vốn bị thất lạc từ năm 1928 song đã được nhà sử học nghệ thuật Gergely Barki tình cờ phát hiện lại vào năm 2009 khi xem bộ phim Stuart Little (1999) của Mỹ cùng với con gái ông, trong đó bức tranh được dùng làm đạo cụ. Một trợ lý thiết kế hiện trường đã mua bức tranh với giá rẻ từ một cửa hàng đồ cổ ở California để sử dụng trong phim và rồi cất nó trong nhà của mình sau khi quá trình sản xuất phim kết thúc. Bức tranh đã được bán đấu giá tại Budapest vào ngày 13 tháng 12 năm 2014 với giá 229.500 euro.

## Buổi trưng bày
- 1991-1992, Standing in the Storm: The Hungarian Avant-Garde from 1908-1930, Bảo tàng nghệ thuật Santa Barbara, Santa Barbara, California.[11]
- 2006, Hungarian Fauves from Paris to Nagybánya, 1904-1914, 21 tháng 3 – 30 tháng 7 năm 2006, Bảo tàng quốc gia Hungary[4]
- 2010, A Nyolcak (The Eight): A Centenary Exhibition, 10 tháng 12 năm 2010 – 27 tháng 3 năm 2011, Bảo tàng Janus Pannonius, Pécs.[12]
- 2012, The Eight. Hungary's Highway in the Modern (Die Acht. Ungarns Highway in die Moderne), 12 tháng 9 - 2 tháng 12 năm 2012, Ngân hàng Áo Kunstforum, Wien hợp tác với Bảo tàng mỹ thuật và Magyar Nemzeti Galéria, Budapest.[13]